# Phare de Robbins Reef

Le phare de Robbins Reef (en anglais : Robbins Reef Light), est un phare offshore caisson situé au large du Constable Hook  à Bayonne dans le comté de Hudson, New Jersey.
Il est inscrit au Registre national des lieux historiques depuis le 19 juillet 2006 sous le n° 06000631 .

## Historique
Le phare se trouve du côté ouest le long du chenal principal de l'Upper New York Bay. Il est situé près de l'entrée du Kill Van Kull, un détroit reliant la baie de New York à la baie de Newark. Ce chenal est l'un des plus utilisés dans le port de New York et du New Jersey, accédant au terminal maritime de Port Newark-Elizabeth. La tour et les quartiers des gardiens intégrés ont été construits en 1883. Elle a remplacé une tour octogonale en granit construite en 1839. La Garde côtière américaine possédait et exploitait le phare jusqu'aux années 2000.
Depuis 2011 il est géré par le Noble Maritime Collection, un musée maritime de Staten Island qui en assure la restauration pour le proposer à la visite en 2020.

## Description
Le phare  est une tour cylindrique en fonte avec double galerie et lanterne de 14 m de haut, montée sur un caisson en granit. La tour est peinte en blanc et brun et la lanterne est noire.
Il émet, à une hauteur focale de 17 m, un éclat vert de 0.6 secondes par période de 6 secondes. Sa portée est de 7 milles nautiques (environ 13 km).

## Caractéristiques dufeu maritime
Fréquence : 6 secondes (G)
- Lumière : 0.6 seconde
- Obscurité : 5.4 secondes

Identifiant : ARLHS : USA-695 ; USCG : 1-34975 ; Admiralty : J1156  .

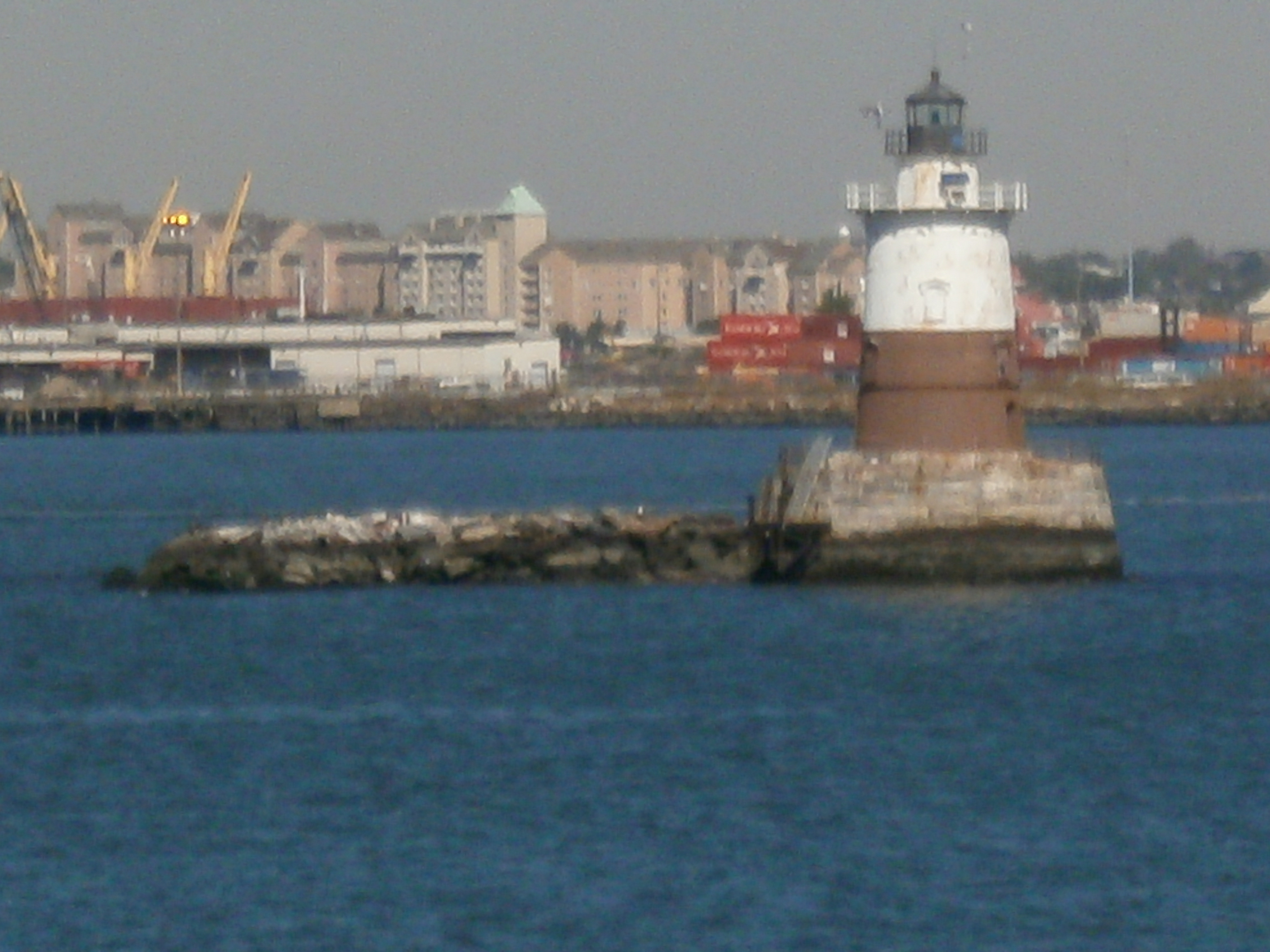
Le phare
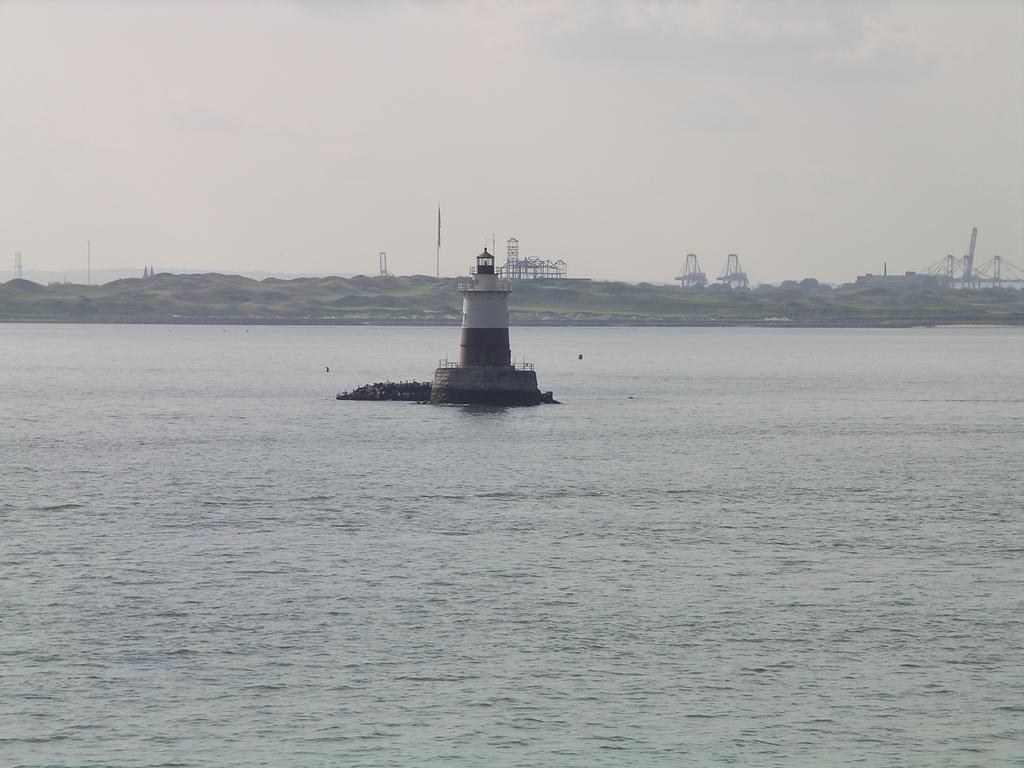
Le phare

### Lien connexe
- Liste des phares du New Jersey